# مو كيني
مو كيني هي مغنية وكاتبة غنائية كندية، ولدت في 5 يونيو 1990 في هاليفاكس في كندا.

## وصلات خارجية
- الموقع الرسمي
- مو كيني على موقع ميوزك برينز (الإنجليزية)
- مو كيني على موقع أول ميوزيك (الإنجليزية)
- مو كيني على موقع ديسكوغز (الإنجليزية)